# Golleville
Golleville település Franciaországban, Manche megyében. Lakosainak száma 165 fő (2022. január 1.). Golleville Colomby, Biniville, Magneville, Néhou és Sainte-Colombe községekkel határos.

## Népesség
A település népességének változása:
| Lakosok száma | 203  | 172  | 170  | 182  | 176  | 175  | 174  | 175  | 172  | 165  |
|               | 1968 | 1982 | 1990 | 2006 | 2013 | 2015 | 2017 | 2019 | 2020 | 2022 |